# Гиреј
Гиреј (рус. Гире́й) насељено је место са званичним статусом полуурбане варошице (рус. посёлок городского типа) на југозападу европског дела Руске Федерације. Налази се на истоку Краснодарске Покрајине и административно припада њеном Гуљкевичком рејону.
Према статистичким подацима Националне статистичке службе Русије за 2017. у вароши је живело 6.359 становника.

## Географија
Варошица Гирјев се налази у источном делу Краснодарске покрајине, односно на северу припадајућег јој Гуљкевичког рејона. Лежи на ниској левој обали реке Кубањ на надморској висини од око 75 m. Враошица се налази неких 4 километра северно од рејонског центра, града Гуљкевича, односно око 138 км североисточно од покрајинске престонице Краснодара. На десној обали Кубања насупрот Гирјеву налази се станица Кавкаскаја.
Кроз варош пролази пруга која повезује Кропоткин са Армавиром.

## Историја
Савремено насеље развило се из засеока Гирјев основаног пре 1882. године. Званичан административни статус варошице има од марта 1959. године.
У Гирјеву је 1913. основана и са радом почела прва шећерана на тлу Кубања.

## Демографија
Према подацима са пописа становништва 2010. у насељу је живело 6.586 становника, док је према проценама из 2017. имало 6.359 становнка.
| 1939. | 1989. | 2002. | 2010. | 2017. |
| ----- | ----- | ----- | ----- | ----- |
| —     | —     | 6.626 | 6.586 | 6.359 |